# Miyoshi Katō
Miyoshi Katō (jap. 加藤 美喜, Katō Miyoshi;* 31. Juli 1962) ist eine ehemalige japanische Eisschnellläuferin und Shorttrackerin.

## Werdegang
Katō wurde im Eisschnelllauf in den Jahren 1979 sowie 1981 japanische Juniorenmeisterin im Mini-Mehrkampf und siegte im Jahr 1979 bei den japanischen Meisterschaften im Mini-Mehrkampf. Zudem kam sie bei japanischen Meisterschaften dreimal auf den zweiten Platz sowie einmal auf den dritten Platz und trat international erstmals bei der Juniorenweltmeisterschaften 1979 in Grenoble in Erscheinung, wobei sie den fünften Platz im Mini-Mehrkampf errang. Im folgenden Jahr belegte sie bei den Olympischen Winterspielen in Lake Placid den 24. Platz über 1500 m, den 21. Rang über 3000 m sowie auf den 17. Platz über 1000 m und bei der Sprintweltmeisterschaft in West Allis den 20. Platz. In der Saison 1980/81 lief sie nach Platz 16 im Mini-Mehrkampf bei der Mehrkampfweltmeisterschaft 1981 in Québec, auf den 21. Platz bei der Sprintweltmeisterschaft 1981 in Grenoble und auf den achten Platz im Mini-Mehrkampf bei den Juniorenweltmeisterschaften 1981 in Elverum. Bei der Mehrkampfweltmeisterschaft 1982 in Inzell kam sie auf den 15. Platz im Mini-Mehrkampf und bei der Sprintweltmeisterschaft 1982 in Alkmaar auf den 18. Rang. In ihrer letzten internationalen Saison als aktive Sportlerin 1982/83 belegte sie bei der Mehrkampfweltmeisterschaft 1983 in Karl Marx Stadt den 19. Platz im Mini-Mehrkampf und bei der Sprintweltmeisterschaft 1983 in Helsinki den 23. Rang.
Im Shorttrack nahm Katō an sieben Shorttrack-Weltmeisterschaften teil (1977 in Grenoble, 1978 in  Solihull, 1979 in Québec, 1980 in Mailand, 1981 in Meudon, 1982 in Moncton und 1983 in Tokio). Dabei holte sie fünfmal die Bronzemedaille und dreimal die Silbermedaille. Zudem wurde sie in den Jahren 1980 sowie 1981 Weltmeisterin im Mehrkampf und hielt vom 29. März 1981 bis zum 3. April 1982 die Weltrekorde über die Distanzen 500 m sowie 1000 m.

## Erfolge

### Olympische Spiele
- 1980 Lake Placid: 17. Platz 1000 m, 21. Platz 3000 m, 24. Platz 1500 m

### Mehrkampf-Weltmeisterschaften
- 1981 Québec: 16. Platz Mini-Mehrkampf
- 1982 Inzell: 15. Platz Mini-Mehrkampf
- 1983 Karl Marx Stadt: 19. Platz Kleiner Vierkampf

### Sprint-Weltmeisterschaften
- 1980 West Allis: 20. Platz Sprint-Mehrkampf
- 1981 Grenoble: 21. Platz Sprint-Mehrkampf
- 1982 Alkmaar: 18. Platz Sprint-Mehrkampf
- 1983 Helsinki: 23. Platz Sprint-Mehrkampf

### Shorttrack-Weltmeisterschaften
- 1977 Grenoble: 3. Platz Staffel
- 1978 Solihull: 2. Platz Mehrkampf, 3. Platz Staffel
- 1979 Québec: 3. Platz Mehrkampf, 3. Platz Staffel
- 1980 Mailand: 1. Platz Mehrkampf, 2. Platz Staffel
- 1981 Meudon: 1. Platz Mehrkampf
- 1982 Moncton: 2. Platz Staffel, 4. Platz Mehrkampf
- 1983 Tokio: 3. Platz Mehrkampf

## Persönliche Bestleistungen im Eisschnelllauf
| Disziplin | Zeit        | Datum             | Ort         |
| --------- | ----------- | ----------------- | ----------- |
| 500 m     | 42,78 s     | 18. Dezember 1980 | Fujiyoshida |
| 1000 m    | 1:25,40 min | 9. Dezember 1983  | Matsumoto   |
| 1500 m    | 2:12,13 min | 13. Februar 1982  | Inzell      |
| 3000 m    | 4:42,85 min | 8. Dezember 1978  | Matsumoto   |
| 5000 m    | 8:35,36 min | 11. Januar 1983   | Morioka     |